# 고마에다 미쓰루
고마에다 미쓰루(일본어: 古前田 充, 1950년 4월 14일 ~ )는 일본의 전 축구 선수이다.

## 국가대표팀 경력
그는 1976년 메르데카 국제축구대회에 참가할 일본 국가대표팀에 발탁되었으며, 8월 10일 인도네시아와의 경기에서 데뷔, 2득점을 넣었다. 그는 1977년까지 국제 A매치 통산 2경기에 출전, 2득점을 넣었다.

## 통계
| 일본 | 일본 | 일본 |
| 연도 | 출전 | 득점 |
| ---- | ---- | ---- |
| 1976 | 1    | 2    |
| 1977 | 1    | 0    |
| 통산 | 2    | 2    |